# Coupe Mitropa 1972-1973
Navigation
Édition précédente Édition suivante
La Coupe Mitropa 1972-1973 est la trente-deuxième édition de la Coupe Mitropa. Elle est disputée par six clubs provenant de cinq pays européens.
Le Tatabányai Bányász remporte la compétition en battant en finale le NK Čelik Zenica, tenant du titre, sur le score de quatre buts à deux.

## Compétition

### Format
Les six équipes participantes sont séparées en deux groupes A et B. Dans chaque groupe, chaque équipe joue deux fois contre les deux autres équipes. Une victoire vaut deux points, un match nul un point et une défaite ne rapporte aucun point. À l'issue de cette phase de groupes, les premiers de chaque groupe s'affrontent en finale aller-retour. Le vainqueur de cette double confrontation remporte la Coupe Mitropa 1972-1973.

### Phase de groupes

#### Groupe A
| Rang | Équipe          | Pts | J | G | N | P | Bp | Bc | Diff |  | Résultats (▼ dom., ► ext.) |     |     |     |
| ---- | --------------- | --- | - | - | - | - | -- | -- | ---- |  | -------------------------- | --- | --- | --- |
| 1    | NK Čelik Zenica | 8   | 4 | 4 | 0 | 0 | 9  | 3  | +6   |  | NK Čelik Zenica            |     | 2-1 | 2-0 |
| 2    | Zbrojovka Brno  | 3   | 4 | 1 | 1 | 2 | 6  | 6  | 0    |  | Zbrojovka Brno             | 1-2 |     | 1-1 |
| 3    | Linzer ASK      | 1   | 4 | 0 | 1 | 3 | 3  | 9  | -6   |  | Linzer ASK                 | 1-3 | 1-3 |     |

#### Groupe B
| Rang | Équipe             | Pts | J | G | N | P | Bp | Bc | Diff |  | Résultats (▼ dom., ► ext.) |     |     |     |
| ---- | ------------------ | --- | - | - | - | - | -- | -- | ---- |  | -------------------------- | --- | --- | --- |
| 1    | Tatabányai Bányász | 6   | 4 | 3 | 0 | 1 | 6  | 2  | +4   |  | Tatabányai Bányász         |     | 0-1 | 3-0 |
| 2    | Dinamo Zagreb      | 5   | 4 | 2 | 1 | 1 | 6  | 4  | +2   |  | Dinamo Zagreb              | 0-1 |     | 3-1 |
| 3    | Bologne FC         | 1   | 4 | 0 | 1 | 3 | 4  | 10 | -6   |  | Bologne FC                 | 1-2 | 2-2 |     |

### Finale
Les matchs ont lieu les 27 juin 1973 et 1er juillet 1973.
| Équipe 1        | Résultat | Équipe 2           | Aller | Retour |
| --------------- | -------- | ------------------ | ----- | ------ |
| NK Čelik Zenica | 2-4      | Tatabányai Bányász | 1-2   | 1-2    |